# Gálvez (vino)
Gálvez es una indicación geográfica protegida, utilizada para designar los vinos de la tierra elaborados con uvas procedentes de la zona vitícola que comprende los municipios de Cuerva, Gálvez, Guadamur, Menasalbas, Mazarambroz, Polán, Pulgar, San Martín de Montalbán y Totanés, situados en la provincia de Toledo, España, y que cumplan unos requisitos determinados.
Esta indicación geográfica fue reglamentada en 1988 por la Junta de Comunidades de Castilla-La Mancha.